# Јајоши
Јајоши су били припадници црногорских добровољачких одреда који су прелазили у Херцеговину и борили се на страни устаника 1875—1876. Имали су значајну војну и политичку снагу у устанку и били представници црногорске политике према њему. У почетку прелази су тајно, а од 1876. (од када је црногорски књаз отворено помагао устанике) масовније и јавно. Задатак им је био да да се боре и подстичу устаничке акције. Тиме су стварани повољнији услови за остваривање црногорских планова у Херцеговини. Најистакнутији јајоши су били поп Мило Јововић и стручњак за герилско ратовање Пеко Павловић, који се и сматрао вођом јајоша.
Пре тога, од средине XIX. века, јајошима су се називали одметници од државне власти у Црној Гори. (јајош: хајдук, одметник) који су ускакали на турску територију, већином у Херцеговину, углавном ради пљачке. Правили су доста проблема црногорским властима, јер су турске власти упозоравале Црну Гору да делатност јајоша отежава нормалне међудржавне односе. Због тога их је црногорска власт пре устанка 1875. прогонила, али није успела да сасвим онемогући њихове акције. Тек од 1875. они добијају политички и војни значај.